# Denar (Macedonia Północna)

2 denary (denari)

Denar (maced. македонски денар) – waluta używana w Macedonii Północnej.

## Historia
Denar został wprowadzony jako oficjalna jednostka monetarna niezależnego państwa macedońskiego po ogłoszeniu niepodległości w 1992 roku, pierwsze monety Macedonia wybiła w 1993 roku – 2 lata po uzyskaniu niepodległości i rok po wypuszczeniu pierwszych banknotów. Denar zastąpił wówczas jugosłowiańskiego dinara. Nazwa wiąże się z denarem, rzymską monetą. Denar dzielił się na 100 deni, ale monety 50 deni zostały wycofane z użytku w 2013 roku.

## Monety
Obecnie w obiegu jest bilon o nominałach: 1, 2 i 5, 10, 50 denarów. W roku 2013 moneta 50 deni została wycofana z obiegu.
Monety są mosiężne i mają proste wzornictwo, na awersach znajdują się: 50 deni – mewa, 1 denar – pies, 2 denary – ryby, 5 denarów – ryś. Na rewersach znajduje się oznaczenie nominału.
W lipcu 2019 roku 1 PLN = 14,49 MKD.